# Swissworld
swissworld / swissworld.org war bis ...[bitte, ergänzen] das offizielle Landeskundeportal der Schweiz, heute erscheinen die Informationen auf Discover Switzerland / Die Schweiz entdecken.

## Geschichte und Organisation
Swissworld wurde durch die Stelle Präsenz Schweiz im Generalsekretariat des Eidgenössischen Departements für auswärtige Angelegenheiten (EDA) publiziert. Präsenz Schweiz wurde – als Nachfolgeorganisation der Koordinationskommission für die Präsenz der Schweiz im Ausland (KOKO) – 2000 gegründet, um „die weltweite Vermittlung eines authentischen Bildes einer modernen Schweiz zu fördern“.
Die Website swissworld.org ging Juni 2005 online. Am 1. August 2007, anlässlich des Nationalfeiertags, wurde ein neues Erscheinungsbild präsentiert. Damit wurden die interaktiven Elemente Schweizer Stichworte eingeführt, eine Bilddatenbank, die per elektronischer Postkarte versendet werden kann, sowie Unterrichtsmaterialien und der Swiss Blog als Benutzerforum bereitgestellt. Als erste Bildmaterialien wurden beispielsweise 10 „Erfolgsgeschichten“ aus der Schweiz Aktuell-Sendereihe Story Schweiz über Schweizer Erfindung der letzten Jahre aufgenommen. 2010 wurde ein Auszug als Vortragsunterlagen unter dem Namen  Swiss Memory Stick aufgelegt.
Statt swissworld erscheint seit ... Discover Switzerland / Die Schweiz entdecken, auf Web des EDA, eda.admin.ch/aboutswitzerland.
Die Informationen werden weiterhin in Zusammenarbeit mit weiteren öffentlich-rechtlichen Stellen, wissenschaftlichen und gewerblichen Institutionen, erstellt und auch Privaten zur Verfügung gestellt.
Bild und Tonmaterial etwa kommt insbesondere vom Schweizer Radio International (SRI) und der Schweizerischen Radio- und Fernsehgesellschaft (SRG).

## Inhalte
Discover Switzerland / Die Schweiz entdecken, ehemals swissworld, ist ein Informationsportal, das vielfältigste Aspekte der Schweizer Landeskunde verfügbar macht.
Es umfasst umfangreiches Bild-, Ton- und Videomaterial.
| swissworld gliederte sich thematisch in (Stand 2015): - Bevölkerung - Kultur - Freizeit - Geografie - Umweltschutz - Wissenschaft - Bildung - Wirtschaft - Politik - Geschichte |  | Die Schweiz entdecken gliedert sich in (Stand 2018): - Gesellschaft - Geschichte - Politik - Wirtschaft - Wissenschaft - Bildung - Umwelt - Infografiken - Dossiers - FAQ – häufig gestellte Fragen |

Es ist in Englisch, Deutsch, Französisch,
Italienisch, Spanisch, Portugiesisch, Chinesisch, Japanisch und Russisch abrufbar (Stand 2018).

### Nutzungsbestimmungen
Die Inhalte stehen unter Copyright. Bei swissworld war dieses im Allgemeinen ©swissworld (die Organisation forderte die Quellenangabe „Bild: www.swissworld.org“).
Die Inhalte dürfen auch weiterhin für nicht-kommerzielle Zwecke zum persönlichen Gebrauch verwendet werden. Viele weitere Inhalte, die zur Verfügung gestellt wurden, sind mit einem speziellen Bildrecht oder verwandtem Schutzrecht der jeweiligen Inhaber versehen. Das Versenden der swissworld-e-Postkarte war unabhängig von Bildrechten erlaubt.